# رقاح أبيض الكفل
رقاح أبيض الكفل أو آكل البذور أبيض الكفل (الاسم العلمي Crithagra leucopygia)، طائر من الرقاح وفصيلة الشرشوريات. موطنه جمهورية أفريقيا الوسطى وتشاد وجمهورية الكونغو الديمقراطية وإريتريا وإثيوبيا وغامبيا وموريتانيا والنيجر ونيجيريا والسنغال والسودان وأوغندا. موئله الطبيعي السافانا الجافة. كان يُصنف سابقًا ضمن جن النغر.